# Top Gear America
Top Gear America ist ein Automagazin und das zweite US-amerikanische Spin-off der BBC-Reihe Top Gear nach Top Gear USA. Die Erstausstrahlung der Sendung erfolgte am 30. Juli 2017 beim Sender BBC America. Moderiert wurde die erste Staffel unter anderem vom Schauspieler William Fichtner. Zur deutschsprachigen Erstausstrahlung kam es ab dem 18. August 2019 beim Sender Nitro.
Nachdem die Zukunft der Serie nach Beendigung der Erstausstrahlung von Staffel 1 in den Sternen stand, wurde am 10. April 2019 bekannt gegeben, dass die Sendung wiederkehren werde, jedoch mit neuen Moderatoren und anstatt auf BBC America, beim Fernsehsender/Streaminganbieter Motor Trend. Zu den neuen Moderatoren zählen unter anderem die Schauspieler Dax Shepard und Rob Corddry.

## Episoden

### Staffel 1
| Nummer (ges.) | Nummer (Staffel) | Deutscher Titel     | Originaltitel     | Erstausstrahlung (USA) | Erstausstrahlung (Deutschland) |
| ------------- | ---------------- | ------------------- | ----------------- | ---------------------- | ------------------------------ |
| 1             | 1                | Made In America     | Made In America   | 30. Juli 2017          | 18. August 2019                |
| 2             | 2                | Kinozauber          | Movie Magic       | 6. August 2017         | 25. August 2019                |
| 3             | 3                | Ein Leben Auf Achse | Life On The Go    | 13. August 2017        | 5. September 2019              |
| 4             | 4                | Die Fahrschule      | Drive Your Life   | 20. August 2017        | 12. September 2019             |
| 5             | 5                | Grundbodenständig   | Humble Beginnings | 27. August 2017        | 26. September 2019             |
| 6             | 6                | Querdenker          | Outside The Box   | 3. September 2017      | 6. Oktober 2019                |
| 7             | 7                | Bestenliste         | The Best          | 10. September 2017     | 10. Oktober 2019               |
| 8             | 8                | Zeitkapsel          | Time Capsule      | 17. September 2017     | 17. Oktober 2019               |

## Veröffentlichung auf DVD
Im deutschsprachigen Raum ist die erste Staffel der Serie, veröffentlicht durch Polyband Medien, seit dem 28. Februar 2020 auf DVD erhältlich.